# Gong Xiangyu
Gong Xiangyu (chiń. 龚翔宇; ur. 21 kwietnia 1997 w Lianyungang) – chińska siatkarka, reprezentantka kraju, grająca na pozycji atakującej. 

## Sukcesy klubowe
Mistrzostwo Chin:
- 2017
- 2016, 2021, 2022
- 2018, 2024[2]

Klubowe Mistrzostwa Azji:
- 2019

## Sukcesy reprezentacyjne
Mistrzostwa Świata Kadetek:
- 2013[3]

Mistrzostwa Azji Juniorek:
- 2014

Mistrzostwa Azji U-23:
- 2015

Volley Masters Montreux:
- 2016[4]
- 2017

Igrzyska Olimpijskie:
- 2016

Puchar Azji:
- 2016

Puchar Wielkich Mistrzyń:
- 2017

Liga Narodów:
- 2023[5]
- 2018, 2019

Igrzyska Azjatyckie:
- 2018, 2022[6]

Mistrzostwa Świata:
- 2018

Puchar Świata:
- 2019

## Nagrody indywidualne
- 2016 - Najlepsza atakująca turnieju Volley Masters Montreux
- 2017 - Najlepsza atakująca turnieju Volley Masters Montreux